# Alexander (Lippe)

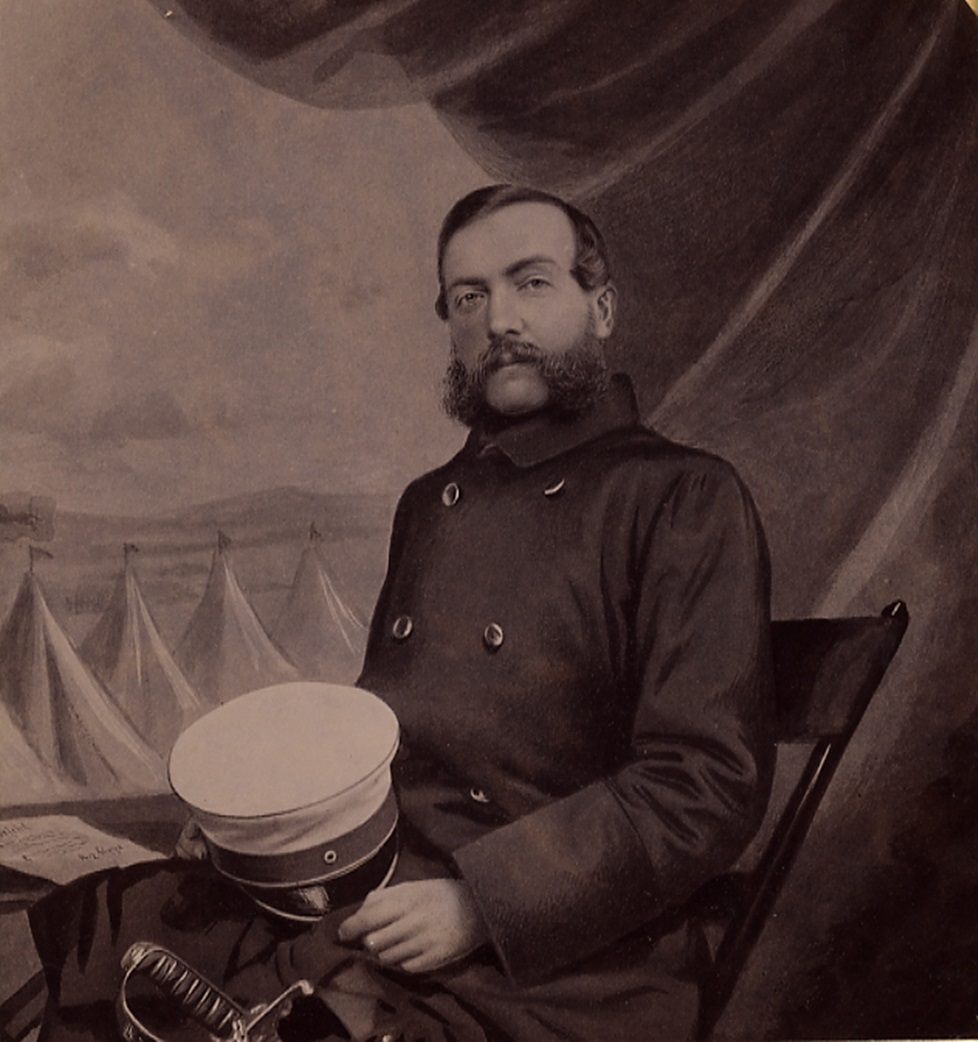
Alexander zur Lippe

Karl Alexander zur Lippe (* 16. Januar 1831 in Detmold; † 13. Januar 1905 in St. Gilgenberg in Donndorf) war von 1895 bis 1905 nominell regierender Fürst zur Lippe, aber als geisteskrank entmündigt. Bis 1897 führte Schaumburg-Lippe die Regentschaft, ab 1897 Lippe-Biesterfeld, bis letztere 1905 als regierendes Fürstenhaus anerkannt wurden. Die wechselnde Regentschaft ist auch als lippischer Erbfolgestreit bekannt.

## Leben
Fürst Alexander war das siebte Kind von Leopold II. und Emilie von Schwarzburg-Sondershausen. Er diente als Hauptmann im Garderegiment des Königs von Hannover. Nach einem Sturz vom Pferd 1851 machten sich bis 1861 die ersten Zeichen von Geistesstörung bemerkbar. Ende 1871 war sein Zustand unhaltbar geworden, so dass seine Entmündigung und die Überführung in das Sanatorium St. Gilgenberg in Eckersdorf notwendig wurde. Amtliche Gutachten stellten unheilbare erbliche Geisteskrankheit fest, wodurch die Frage nach dem Ursprung dieser immer wieder auftretenden Geistesschwäche im Hause Lippe aufgeworfen wurde. Psychiatrische Untersuchungen 1884, 1895 und 1904 konnten nur die Unheilbarkeit feststellen.
Von den direkten Vorfahren Alexanders ist sein Großvater Leopold I. bekannt, der zeitweise wegen Geistesstörung unter Vormundschaft seines Oheims Ludwig stand. Auch Prinz Friedrich (1797–1854), der zweite Sohn von Leopold I., wird als zeitweilig geistig gestört bezeichnet. Schizophrene Züge zeigte auch Prinz Kasimir August (1777–1809), der Bruder Leopolds I., so dass Geistesstörung als Erbübel des Hauses Lippe angesehen wurde.
Mit Alexanders Tod am 13. Januar 1905 starb die Detmolder Linie des Lippischen Fürstenhauses aus.